# Pozemní hokej na letních olympijských hrách
Pozemní hokej byl poprvé zařazen na olympijské hry v soutěži mužů na hrách 1908 v Londýně, zúčastnilo se šest týmů, z nichž čtyři byly ze Spojeného království Velké Británie a Irska.
Pozemní hokej nebyl zařazen na hry 1924 v Paříži, protože nebyla vytvořena mezinárodní organizace. Mezinárodní hokejová federace (FIH, Fédération Internationale de hokej) byla založena v Paříži ještě téhož roku. Mužský pozemní hokej se od her 1928 v Amsterdamu pak stal trvale součástí olympijských her. První ženské hokejové soutěže se konaly v roce 1980 na olympijských hrách v Moskvě. Halový pozemní hokej byl pouze na Světových hrách v roce 2005.

## Turnaj mužů

### Přehled pořadatelských měst a medailistů
| Rok a místo         | Zlato          | Stříbro        | Bronz           | Umístění ČSSR / Česka |
| ------------------- | -------------- | -------------- | --------------- | --------------------- |
| 1908 Londýn         | Anglie         | Irsko          | Skotsko a Wales | Bez české účasti      |
| 1920 Antverpy       | Velká Británie | Dánsko         | Belgie          | Bez české účasti      |
| 1928 Amsterdam      | Britská Indie  | Nizozemsko     | Německo         | Bez české účasti      |
| 1932 Los Angeles    | Britská Indie  | Japonsko       | USA             | Bez české účasti      |
| 1936 Berlín         | Britská Indie  | Německo        | Nizozemsko      | Bez české účasti      |
| 1948 Londýn         | Indie          | Velká Británie | Nizozemsko      | Bez české účasti      |
| 1952 Helsinky       | Indie          | Nizozemsko     | Velká Británie  | Bez české účasti      |
| 1956 Melbourne      | Indie          | Pákistán       | Německo         | Bez české účasti      |
| 1960 Řím            | Pákistán       | Indie          | Španělsko       | Bez české účasti      |
| 1964 Tokio          | Indie          | Pákistán       | Austrálie       | Bez české účasti      |
| 1968 Mexico         | Pákistán       | Austrálie      | Indie           | Bez české účasti      |
| 1972 Mnichov        | SRN            | Pákistán       | Indie           | Bez české účasti      |
| 1976 Montreal       | Nový Zéland    | Austrálie      | Pákistán        | Bez české účasti      |
| 1980 Moskva         | Indie          | Španělsko      | SSSR            | Bez české účasti      |
| 1984 Los Angeles    | Pákistán       | SRN            | Velká Británie  | Bez české účasti      |
| 1988 Soul           | Velká Británie | SRN            | Nizozemsko      | Bez české účasti      |
| 1992 Barcelona      | Německo        | Austrálie      | Pákistán        | Bez české účasti      |
| 1996 Atlanta        | Nizozemsko     | Španělsko      | Austrálie       | Bez české účasti      |
| 2000 Sydney         | Nizozemsko     | Jižní Korea    | Austrálie       | Bez české účasti      |
| 2004 Athény         | Austrálie      | Nizozemsko     | Německo         | Bez české účasti      |
| 2008 Peking         | Německo        | Španělsko      | Austrálie       | Bez české účasti      |
| 2012 Londýn         | Německo        | Nizozemsko     | Austrálie       | Bez české účasti      |
| 2016 Rio de Janeiro | Argentina      | Belgie         | Německo         | Bez české účasti      |
| 2020 Tokio          | Belgie         | Austrálie      | Indie           | Bez české účasti      |

### Historické pořadí podle medailí po LOH 2020
| №   | Země           | Zlato | Stříbro | Bronz | Celkem |
| 1.  | Indie          | 8     | 1       | 2     | 11     |
| 2.  | Německo        | 4     | 3       | 4     | 11     |
| 3.  | Pákistán       | 3     | 3       | 2     | 8      |
| 4.  | Velká Británie | 3     | 1       | 4     | 8      |
| 5.  | Nizozemsko     | 2     | 4       | 3     | 9      |
| 6.  | Austrálie      | 1     | 3       | 5     | 9      |
| 7.  | Belgie         | 1     | 1       | 1     | 3      |
| 8.  | Nový Zéland    | 1     | 0       | 0     | 1      |
| 9.  | Argentina      | 1     | 0       | 0     | 1      |
| 10. | Španělsko      | 0     | 3       | 1     | 4      |
| 11. | Irsko          | 0     | 1       | 0     | 1      |
| 12. | Dánsko         | 0     | 1       | 0     | 1      |
| 13. | Jižní Korea    | 0     | 1       | 0     | 1      |
| 14. | Japonsko       | 0     | 1       | 0     | 1      |
| 15. | USA            | 0     | 0       | 1     | 1      |
| 16. | SSSR           | 0     | 0       | 1     | 1      |

## Turnaj žen

### Přehled pořadatelských měst a medailistů
| Rok a místo         | Zlato          | Stříbro     | Bronz          | Umístění ČSSR / Česka |
| ------------------- | -------------- | ----------- | -------------- | --------------------- |
| 1980 Moskva         | Zimbabwe       | ČSSR        | SSSR           |                       |
| 1984 Los Angeles    | Nizozemsko     | SRN         | USA            | Bez české účasti      |
| 1988 Soul           | Austrálie      | Jižní Korea | Nizozemsko     | Bez české účasti      |
| 1992 Barcelona      | Španělsko      | Německo     | Velká Británie | Bez české účasti      |
| 1996 Atlanta        | Austrálie      | Jižní Korea | Nizozemsko     | Bez české účasti      |
| 2000 Sydney         | Austrálie      | Argentina   | Nizozemsko     | Bez české účasti      |
| 2004 Athény         | Německo        | Nizozemsko  | Argentina      | Bez české účasti      |
| 2008 Peking         | Nizozemsko     | Čína        | Argentina      | Bez české účasti      |
| 2012 Londýn         | Nizozemsko     | Argentina   | Velká Británie | Bez české účasti      |
| 2016 Rio de Janeiro | Velká Británie | Nizozemsko  | Německo        | Bez české účasti      |
| 2020 Tokio          | Nizozemsko     | Argentina   | Velká Británie | Bez české účasti      |

### Historické pořadí podle medailí po LOH 2020
| №   | Země           | Zlato | Stříbro | Bronz | Celkem |
| 1.  | Nizozemsko     | 4     | 2       | 3     | 9      |
| 2.  | Austrálie      | 3     | 0       | 0     | 3      |
| 3.  | Německo        | 1     | 2       | 1     | 4      |
| 4.  | Velká Británie | 1     | 0       | 3     | 4      |
| 5.  | Zimbabwe       | 1     | 0       | 0     | 1      |
| 6.  | Španělsko      | 1     | 0       | 0     | 1      |
| 7.  | Argentina      | 0     | 3       | 2     | 5      |
| 8.  | Jižní Korea    | 0     | 2       | 0     | 2      |
| 9.  | Čína           | 0     | 1       | 0     | 1      |
| 10. | ČSSR           | 0     | 1       | 0     | 1      |
| 11. | SSSR           | 0     | 0       | 1     | 1      |
| 12. | USA            | 0     | 0       | 1     | 1      |